# Hatillo (Añasco)
Hatillo es un barrio ubicado en el municipio de Añasco en el estado libre asociado de Puerto Rico. En el Censo de 2010 tenía una población de 1269 habitantes y una densidad poblacional de 331,95 personas por km².

## Geografía
Hatillo se encuentra ubicado en las coordenadas 18°17′58″N 67°11′18″O / 18.29944, -67.18833. Según la Oficina del Censo de los Estados Unidos, Hatillo tiene una superficie total de 3.82 km², que corresponden a tierra firme.

## Demografía
Según el censo de 2010, había 1269 personas residiendo en Hatillo. La densidad de población era de 331,95 hab./km². De los 1269 habitantes, Hatillo estaba compuesto por el 72.58% blancos, el 8.9% eran afroamericanos, el 0.87% eran amerindios, el 0.16% eran asiáticos, el 13.63% eran de otras razas y el 3.86% pertenecían a dos o más razas. Del total de la población el 99.68% eran hispanos o latinos de cualquier raza.